# ستيف كارتر (كاتب مسرحي)
ستيف كارتر (بالإنجليزية: Steve Carter)‏ هو كاتب مسرحي أمريكي، ولد في 7 نوفمبر 1929 في نيويورك في الولايات المتحدة.